# Gumiwanglor
Gumiwanglor is een bestuurslaag in het regentschap Wonogiri van de provincie Midden-Java, Indonesië. Gumiwanglor telt 3402 inwoners (volkstelling 2010).